# طارق سيمز
طارق سيمز (بالإنجليزية: Tariq Sims)‏ هو لاعب دوري الرغبي أسترالي، ولد في 9 فبراير 1990 في Gerringong, New South Wales ‏ في أستراليا.